# Liste der Naturdenkmale in Berod bei Hachenburg
Die Liste der Naturdenkmale in Berod bei Hachenburg nennt die im Gemeindegebiet von Berod bei Hachenburg ausgewiesenen Naturdenkmale (Stand 15. Februar 2024).

## Naturdenkmale
| Nr.         | Bezeichnung    | Lage                                                          | Beschreibung | Bild                                    |
| ----------- | -------------- | ------------------------------------------------------------- | ------------ | --------------------------------------- |
| ND-7132-397 | Eiche in Berod | südöstlich des Ortes; Flur Auf dem untersten Lautersberg Lage | Quercus sp.  | Direkt Bild zu diesem Denkmal hochladen |